# Tolimicola fassli
Tolimicola fassli är en fjärilsart som beskrevs av Louis Beethoven Prout 1918. Tolimicola fassli ingår i släktet Tolimicola och familjen tandspinnare. Inga underarter finns listade i Catalogue of Life.